# ادئم

تعديل مصدري - تعديل

ادئم هي إحدى قرى عزلة القارة بمديرية رصد التابعة لمحافظة أبين، بلغ تعداد سكانها 83 نسمة حسب تعداد اليمن لعام 2004.